# Verbos do crioulo cabo-verdiano
O sistema verbal do crioulo cabo-verdiano é notoriamente diferente do sistema verbal do português, e em contrapartida apresenta similaridades com o sistema verbal de outras linguas africanas (oeste atlanticas) que estão no substrato do caboverdiano e de outros crioulos, quer sejam de origem lexical portuguesa ou não (ver Syntactic similarities of creoles — em inglês).

Para o resto da gramática:
.
Para o ortografia que será usada neste artigo:
.

## Descrição
Os verbos não apresentam flexão. Têm a mesma forma para todas as pessoas, e as noções de tempo, modo e aspecto são expressas através da presença (ou ausência) de morfemas (chamados actualizadores verbais por Veiga), como na maioria dos crioulos.
Os verbos encontram-se geralmente reduzidos a duas formas de base, uma para o presente, outra para o passado. A forma para o presente é quase sempre igual à forma do infinito (excepção: verbo sêr «ser»), que por sua vez deriva, na maioria dos verbos, do infinito em português, mas sem o r final. Por ex.: cantâ /kɐ̃ˈtɐ/ (do português «cantar»), mexê /meˈʃe/ (do português «mexer»), partí /pɐɾˈti/ (do português «partir»), compô /kõˈpo/ (do português «compor»), *lumbú /lũˈbu/ (de «pôr no lombo»). A forma para o passado é formada a partir da forma para o infinito à qual se liga a partícula para o passado ~ba, que quase todos os académicos dizem derivar da terminação ~va do pretérito imperfeito dos verbos da 1.ª conjugação em português. Por ex.: cantába /kɐ̃ˈtabɐ/, mexêba /meˈʃebɐ/, partíba /pɐɾˈtibɐ/, compôba /kõˈpobɐ/, *lumbúba /lũˈbubɐ/ (nas variantes de Barlavento, a partícula para o passado ~va (ou ~ba) liga-se ao actualizador imperfectivo, e não ao verbo). É notório o facto de os crioulos da Alta-Guiné colocarem a partícula do passado depois do verbo e não antes dos outros actualizadores verbais, como na maioria dos crioulos (ver Syntactic similarities of creoles — em inglês).
É importante referir que, na variante de Santiago, o acento recua para a penúltima sílaba nas formas de base para o presente. Assim temos: cánta /ˈkãtɐ/ em vez de cantâ /kɐ̃ˈtɐ/, mêxe /ˈmeʃe/ ou mêxi /ˈmeʃi/ em vez de mexê /meˈʃe/, pârti /ˈpɐɾti/ em vez de partí /pɐɾˈti/, cômpo /ˈkõpo/ ou cômpu /ˈkõpu/ em vez de compô /kõˈpo/, búmbu /ˈbũbu/ em vez de bumbú /bũˈbu/. Nas formas pronominais, no entanto, o acento mantém-se na última sílaba. Assim temos: cantâ-m’ /kɐ̃ˈtɐ̃/, mexê-bu /meˈʃebu/, partí-’l /pɐɾˈtil/, compô-nu /kõˈponu/, bumbú-’s /bũˈbuz/.

## Verbos regulares
Conforme foi dito anteriormente, os verbos regulares encontram-se reduzidos a uma forma para o presente e uma forma para o passado, e as noções de modo e aspecto fazem-se através de actualizadores verbais.

### Modo anunciativo (ou indicativo)
O modo anunciativo (ou indicativo) é usado para exprimir acções reais, quer aconteçam ou não.

#### Tempo presente

##### Aspecto perfectivo
O aspecto perfectivo do presente é usado quando o discurso refere-se a situações presentes, mas que já terminaram, que já estão acabadas. Para tal usa-se apenas a forma base para o presente do verbo: suj. + V. Ex.:
- Êl cantâ. /el kɐ̃ˈtɐ/ «Ele cantou.»

Corresponde aproximadamente ao pretérito perfeito do indicativo em português.

##### Aspecto imperfectivo
O aspecto imperfectivo do presente é usado quando o discurso refere-se a situações presentes, mas que ainda não terminaram, que ainda estão a decorrer. Para tal usa-se o actualizador imperfectivo tâ /tɐ/ seguido da forma base para o presente do verbo: suj. + tâ + V. Ex.:
- Ês tâ bái. /ez tɐ baj/ «Eles vão.»

Corresponde aproximadamente ao presente do indicativo em português.

##### Aspecto progressivo
O aspecto progressivo do presente é usado quando o discurso refere-se a situações presentes, que estão a acontecer de uma forma contínua, ininterrupta. Para tal usar-se-ia o actualizador progressivo stâ /stɐ/, seguido do actualizador imperfectivo tâ /tɐ/, seguido da forma base para o presente do verbo: suj. + stâ + tâ + V.
No entanto, o modelo apresentado já não existe. Evoluiu para quatro modelos distintos. Nas variantes de Brava, Fogo e Maio o modelo é: suj. + stâ + V. Ex.:
- M’ stâ cumê. /ƞ stɐ kuˈme/ «Eu estou a comer. / Eu estou comendo.»

Na variante de Santiago o modelo é: suj. + sâ + tâ + V. Ex.:
- M’ sâ tâ cúme. /ƞ sɐ tɐ ˈkume/ «Eu estou a comer. / Eu estou comendo.»

Nas variantes de Boa Vista, Sal e São Nicolau o modelo é: suj. + tâ + tâ + V. Ex.:
- M’ tâ tâ c’mê. /m tɐ tɐ kme/ «Eu estou a comer. / Eu estou comendo.»

Nas variantes de São Vicente e Santo Antão o modelo é: suj. + tí + tâ + V. Ex.:
- M’ tí tâ c’mê. /m ti tɐ kme/ «Eu estou a comer. / Eu estou comendo.»

Obs.: Alguns autores não consideram como um aspecto, mas sim, como uma perífrase verbal formada com o verbo auxiliar stâ.
Corresponde aproximadamente à perífrase durativa do presente do indicativo em português.

##### Futuro do presente
Não existe em crioulo nenhuma forma específica para o futuro. O futuro do presente pode ser expresso de três formas:
- 1 – Através do imperfectivo do presente com a função de futuro. Ex.: M’ tâ tchigâ manhã. /m tɐ ʧiˈɡɐ mɐˈɲɐ̃/ «Eu chegarei amanhã.»
- 2 – Através do verbo auxiliar «ir». Ex.: M’ tâ bái tchigâ. /m tɐ baj ʧiˈɡɐ/ «Eu vou chegar.»
- 3 – Através de uma perífrase a indicar uma eventualidade. Ex.: M’ ál tchigâ. /m al ʧiˈɡɐ/ «Eu hei de chegar.»

Corresponde aproximadamente ao futuro do indicativo em português.

#### Tempo passado

##### Aspecto perfectivo
O aspecto perfectivo do passado é usado quando o discurso refere-se a situações passadas, mas que já tinham terminado, que já estavam acabadas. Para tal usa-se apenas a forma base para o passado do verbo: suj. + V+ba. Ex.:
- M’ mexêba. /m meˈʃebɐ/ «Eu mexera. / Eu tinha mexido.»

Esta forma não existe nas variantes de Barlavento. Para suprir essa falta, as variantes de Barlavento utilizam uma construção apoiada no português. Ex.:
- M’ tínha mixíd’. /m ˈtiɲɐ miˈʃid/ «Eu mexera. / Eu tinha mexido.»

Corresponde aproximadamente ao pretérito mais que perfeito do indicativo em português.

##### Aspecto imperfectivo
O aspecto imperfectivo do passado é usado quando o discurso refere-se a situações passadas, mas que ainda não tinham terminado, que ainda estavam a decorrer. Para tal usa-se o actualizador imperfectivo tâ /tɐ/ seguido da forma base para o passado do verbo: suj. + tâ + V+ba. Ex.:
- M’ tâ corrêba. /n tɐ koˈʀebɐ/ «Eu corria.»

Nas variantes de Barlavento a partícula para o passado vem ligada ao actualizador imperfectivo, e não ao verbo: suj. + tâ+va + V. Ex.:
- M’ táva corrê. /m ˈtavɐ koˈʀe/ «Eu corria.»

Obs.: Em São Nicolau subsiste, paralelamente à forma descrita acima, a forma mais antiga suj. + tá + V+ba. Ex.: M’ tá corrêba. /m ta koˈʀebɐ/ «Eu corria.»
Corresponde aproximadamente ao pretérito imperfeito do indicativo em português.
é nois

##### Aspecto progressivo
O aspecto progressivo do passado é usado quando o discurso refere-se a situações passadas, que estavam a acontecer de uma forma contínua, ininterrupta. Para tal usar-se-ia o actualizador progressivo stâ /stɐ/, ligado à partícula para o passado ~ba /bɐ/, seguido do actualizador imperfectivo tâ /tɐ/, seguido da forma base para o presente do verbo: suj. + stâ+ba + tâ + V. No entanto, este modelo só se encontra presentemente nas variantes de Brava e Fogo. Ex.:
- M’ stába tâ compô. /ƞ ˈstabɐ tɐ kõˈpo/ «Eu estava a arranjar. / Eu estava arranjando.»

Nas variantes de Santiago e Maio o modelo é: suj. + sâ + tâ + V+ba. Ex.:
- M’ sâ tâ compôba. /ƞ sɐ tɐ kõˈpobɐ/ «Eu estava a arranjar. / Eu estava arranjando.»

Nas variantes de Barlavento o modelo é: suj. + tâ+va + tâ + V. Ex.:
- M’ táva tâ compô. /m ˈtavɐ tɐ kõˈpo/ «Eu estava a arranjar. / Eu estava arranjando.»

Obs.: Alguns autores não consideram como um aspecto, mas sim, como uma perífrase verbal formada com o verbo auxiliar stâ.
Corresponde aproximadamente à perífrase durativa do pretérito imperfeito do indicativo em português.

##### Futuro do passado
Não existe em crioulo nenhuma forma específica para o futuro. O futuro do passado pode ser expresso de três formas:
- 1 – Através do imperfectivo do passado com a função de futuro. Ex.: M’ tâ tchigába manhã. /m tɐ ʧiˈɡabɐ mɐˈɲɐ̃/ «Eu chegaria amanhã.»
- 2 – Através do verbo auxiliar «ir». Ex.: M’ tâ bába tchigâ. /m tɐ ˈbabɐ ʧiˈɡɐ/ «Eu ia chegar.»
- 3 – Através de uma perífrase a indicar uma eventualidade. Ex.: M’ ál tchigába. /m al ʧiˈɡabɐ/ «Eu havia de chegar.»

Corresponde aproximadamente ao condicional (nas gramáticas portuguesas) ou ao futuro do pretérito (nas gramáticas brasileiras).

### Modo subjuntivo (ou conjuntivo)
O modo subjuntivo  (ou conjuntivo) é usado para ações irreais, dependentes de uma outra acção real. É geralmente usado para acções dependentes de desejos, pedidos ou ordens.
Obs.: Alguns autores dizem não se tratar de um modo subjuntivo, mas de um infinito precedido de uma preposição.[carece de fontes?]

#### Tempo presente
Para o presente do subjuntivo usa-se apenas a forma do infinito: suj. + V. Ex.:
- n’ crê pâ bú flâ. /m kɾe pɐ flɐ/ «Eu quero que tu fales.»

Corresponde aproximadamente ao presente do subjuntivo (conjuntivo) do português.

#### Tempo passado
Para o passado do subjuntivo usa-se apenas a forma base para o passado: suj. + V+ba. Ex.:
- n’ cría pâ bú flába. /ŋ ˈkɾiɐ pɐ bu ˈflabɐ/ «Eu queria que tu falasses.»

Nas variantes de Barlavento (excepto Santo Antão) usa-se a forma base para o presente: suj. + V. Ex.:
- n’ cría pâ bô flâ. /m ˈkɾiɐ pɐ bo flɐ/ «Eu queria que tu falasses.»

Em Santo Antão o modelo é: suj. + V+ss’. Ex.:
- n’ cría pâ bô dzêss’. /m ˈkɾiɐ pɐ bo dzes/ «Eu queria que tu dissesses.»

Corresponde aproximadamente ao pretérito imperfeito do subjuntivo (conjuntivo) do português.

### Modo condicional
O modo condicional no crioulo cabo-verdiano não é o mesmo que «condicional» nas gramáticas portuguesas. O modo condicional no crioulo cabo-verdiano é o modo que exprime uma condição, e não o modo expresso por uma condição. É geralmente usado em orações subordinadas condicionais ou temporais.

#### Tempo presente
Para o presente do condicional usa-se apenas a forma do infinito: suj. + V. Ex.:
- Sí bú bái pâ cása… /si bu baj pɐ ˈkazɐ/ «Se tu fores para casa…»

Corresponde aproximadamente ao futuro do subjuntivo (conjuntivo) do português.

#### Tempo passado
Para o passado do condicional usa-se apenas a forma base para o passado: suj. + V+ba. Ex.:
- Sí bu bába pâ cása… /si bu ˈbabɐ pɐ ˈkazɐ/ «Se tu fosses para casa…»

O modelo apresentado acima é apenas para as variantes de Sotavento. Nas variantes de Barlavento, para o passado do condicional usa-se o imperfectivo do passado do modo anunciativo: suj. + tâ+va + V. Ex.:
- S’ bô táva bái pâ cása… /s bo ˈtavɐ baj pɐ ˈkazɐ/ «Se tu fosses para casa…»

Corresponde aproximadamente ao pretérito imperfeito do subjuntivo (conjuntivo) do português.

### Modo eventual
O modo eventual é usado para exprimir uma acção que pode eventualmente ocorrer, uma acção que não temos a certeza que vai acontecer ou que desejamos que aconteça. Esse modo é marcado por um actualizador verbal (com uma forma para o passado e uma forma para o presente) colocado antes do verbo.
Obs.: Alguns autores não consideram como sendo um modo verbal. Uns dizem tratar-se de uma perífrase verbal, outros dizem tratar-se de um aspecto verbal.

#### Tempo presente
Existem dois modelos conforme as variantes. Nas variantes de Sotavento o modelo é: suj. + ál + V. Ex.:
- Ál tchobê. /al ʧoˈbe/ «Há de chover.»

Nas variantes de Barlavento o modelo é: suj. + á + V. Ex.:
- Á tchovê. /a ʧoˈve/ «Há de chover.»

#### Tempo passado
Existem três modelos conforme as variantes. Nas variantes de Sotavento o modelo é: suj. + ál + V+ba. Ex.:
- Ál tchobêba. /al ʧoˈbebɐ/ «Havia de chover.»

Nas variantes de Boa Vista, Sal e São Nicolau o modelo é: suj. + bé + V. Ex.:
- Bé tchovê. /bɛ ʧoˈve/ «Havia de chover.»

Nas variantes de São Vicente e Santo Antão o modelo é: suj. + aví + V. Ex.:
- Aví tchovê. /aˈvi ʧoˈve/ «Havia de chover.»

### Modo injuntivo (ou imperativo)
O modo injuntivo (ou imperativo) é usado para dar ordens directas ou para pedidos directos. Para tal usa-se a forma do infinito. Quando o sujeito é a segunda pessoa do singular o pronome pessoal é frequentemente omitido. Ex.:
- Saí! /sɐˈi/ «Sai!»
- Nú saí! /nu sɐˈi/ «Saiamos!»
- Nhôs saí! /ɲos sɐˈi/ (Sotavento), B’sôt’ saí! /bzot sɐˈi/ (Barlavento) «Vocês saiam!»

## Verbos irregulares
Existe um conjunto de verbos que não seguem os modelos apresentados anteriormente. São os verbos auxiliares sêr /seɾ/ «ser», stâ /stɐ/ «estar», têm /tẽ/ «ter» e tenê /teˈne/ «ter», e os verbos modais crê /kɾe/ «querer», sabê /sɐˈbe/ «saber», podê /poˈde/ «poder», devê /deˈve/ «dever» e mestê /mesˈte/ «precisar».
Obs.: A designação «verbos auxiliares» não é consensual.
Existem actualmente dois registos para a conjugação desses verbos.
Num primeiro registo (em falantes mais idosos, em falantes em zonas rurais ou em falantes com pouca exposição ao português) só existem duas formas para os verbos: uma forma para o presente (ê /e/, stâ /stɐ/, têm /tẽ/, tenê /teˈne/, crê /kɾe/, sabê /sɐˈbe/, podê /poˈde/, devê /deˈve/, mestê /mesˈte/) e uma forma para o passado (éra /ˈɛɾɐ/, stába /stabɐ/, têmba /tẽbɐ/, tenêba /teˈnebɐ/, crêba /kɾebɐ/, sabêba /sɐˈbebɐ/, podêba /poˈdebɐ/, devêba /deˈvebɐ/, mestêba /mesˈtebɐ/). Mas diferentemente dos verbos regulares, quando a forma base é usada sozinha ela representa o aspecto imperfectivo e não o aspecto perfectivo como nos verbos regulares. Assim, mí ê, m’ têm, m’ crê, m’ podê significam «eu sou, eu tenho, eu quero, eu posso», e não «eu fui, eu tive, eu quis, eu pude», como seria de prever. Paralelamente mí éra, m’ têmba, m’ crêba, m’ podêba significam «eu era, eu tinha, eu queria, eu podia», e não «eu fora, eu tivera, eu quisera, eu pudera», como seria de prever.
No entanto, o modelo dos verbos regulares, com o actualizador imperfectivo tâ /tɐ/ pode ocasionalmente ocorrer. Trata-se do caso em que o verbo é usado para exprimir uma acção habitual (Nâ úm bibliutéca tâ têm tchêu lívru. «Numa biblioteca há (costuma haver) muitos livros.»), ou quando o verbo é usado com o sentido de futuro (Úm día bú tâ sêr úm mudjêr buníta. «Um dia serás uma mulher bonita.»).
Num segundo registo (em falantes mais novos, em falantes das zonas urbanas ou em falantes com mais exposição ao português) o sistema foi enriquecido com outras formas, influenciadas pelo português. Assim temos:
- ê /e/, stâ /stɐ/, têm /tẽ/, crê /kɾe/, sabê /sɐˈbe/, podê /poˈde/, devê /deˈve/, mestê /mesˈte/ para o imperfectivo do presente;
- fôi /foj/, stêvi /ˈstevi/, têvi /ˈtevi/, crís /kɾis/, sôbi /ˈsobi/, púdi /ˈpudi/ para o perfectivo do presente;
- éra /ˈɛɾɐ/, stába /ˈstabɐ/, tínha /ˈtiɲɐ/, cría /kɾiɐ/, sabía /sɐˈbiɐ/, pudía /puˈdiɐ/, divía /diˈviɐ/, mistía /misˈtiɐ/ para o imperfectivo do passado;
- sêrba /ˈseɾbɐ/, stába /ˈstabɐ/, têmba /ˈtẽbɐ/, crêba /ˈkɾebɐ/, sabêba /sɐˈbebɐ/, podêba /poˈdebɐ/, devêba /deˈvebɐ/, mestêba /mesˈtebɐ/ para o perfectivo do passado;

Obs.: Alguns autores denominam estes verbos de «verbos estativos» e a estes verbos agregam outros: gostâ, conxê, merecê, morâ, tchomâ, valê. No entanto essa designação é contestada: nem todos esses verbos são de facto estativos; nem todos esses verbos são irregulares (por ex. morâ); alguns desses verbos são regulares em algumas variantes (m’ tâ gostâ — imperfectivo do presente com tâ), e irregulares noutras variantes (m’ gostâ — imperfectivo do presente mas sem tâ).
A influência do português também se nota em alguns verbos regulares onde formas mais antigas (bêmba /ˈbẽbɐ/, conxêba /kõˈʃebɐ/) estão a ser substituídas por outras mais recentes (bínha /ˈbiɲɐ), cunxía /kũˈʃiɐ/).
Existe um paralelismo entre a dupla de verbos sêr «ser» / stâ «estar» e a dupla de verbos têm «ter» / tenê «ter». O verbo sêr é um verbo copulativo que indica uma qualidade permanente. Ex.:
- Mí ê úm ómi. /mi e ũ ˈɔmi/ «Eu sou um homem.»

O verbo stâ é um verbo copulativo que indica um estado temporário. Ex.:
- Êl stâ trísti. /el stɐ ˈtɾisti/ «Ele está triste.»

O verbo stâ também indica uma localização espacial:
- Bú stâ lí. /bu stɐ li/ «Tu estás aqui.»

O verbo têm é um verbo de posse que indica uma qualidade permanente. Ex.:
- M’ têm péli scúru. /m tẽ ˈpɛli ˈskuɾu/ «Eu tenho (sempre tive e sempre terei) a pele escura.»

O verbo tenê é um verbo de posse que indica uma possessão passageira. Ex.:
- M’ tenê úm canéta nâ bôlsu. /m teˈne ũ kɐˈnɛtɐ nɐ ˈbolsu/ «Eu tenho (neste preciso momento) uma caneta no bolso.»

|                  | permanente | temporária |
| verbos de cópula | sêr        | stâ        |
| verbos de posse  | têm        | tenê       |

Os verbos stâ e tenê não possuem o aspecto progressivo: formas como *m’ stâ tâ stâ ou *m’ stâ tâ tenê não existem. O verbo tenê não existe nas variantes de Barlavento. Este verbo pode ser comparado com a expressão «estar com» em português. Em São Vicente e Santo Antão o verbo stâ tem a forma stód’ para o infinito, tâ para o imperfectivo do presente, tív’ para o perfectivo do presente, e táva para o imperfectivo do passado.

## Passiva
O crioulo cabo-verdiano possui duas vozes. A voz activa é usada quando o sujeito é explícito. A voz passiva é usada quando o sujeito é indeterminado, desconhecido ou omisso. Existem também duas formas de base para a passiva. Para as formas do presente da passiva usa-se a forma base para o presente à qual se liga a partícula ~du. Para as formas do passado da passiva usa-se a forma base para o presente à qual se liga a partícula ~da. Ex.:
- Tâ papiádu purtuguês nâ Purtugál. /tɐ pɐpiˈɐdu puɾtuɡˈez nɐ puɾtuɡˈal/ «Fala-se português em Portugal.»
- M’ inxinádu tâ andâ. /m ĩʃiˈnadu tɐ ɐˈdɐ/ «Ensinaram-me a andar.»
- Úm vêz tâ cumêda tchêu mídju. /ũ vez tɐ kuˈmedɐ ʧew ˈmiʤu/ «Uma vez comia-se muito milho.»

Nas variantes de Barlavento a forma para o passado não existe.

## Negativa
Para conjugar os verbos na negativa coloca-se o advérbio de negação câ /kɐ/ depois do sujeito e antes de qualquer actualizador verbal. Ex.:
- Nú câ tâ bebê. /nu kɐ tɐ beˈbe/ «Nós não bebemos.»
- Êl câ tâ odjába. /el kɐ tɐ oˈʤabɐ/ «Ele não via.»
- Bú câ bái. /bu kɐ baj/ «Tu não foste.»

Na variante de Santo Antão o advérbio de negação é n’ /n/. Ex.:
- Nô n’ dâ bibê. /no n dɐ biˈbe/ «Nós não bebemos.»
- Êl n’ dáva o’á. /el n davɐ oˈa/ «Ele não via.»
- Bô n’ bé. /bo n bɛ/ «Tu não foste.»

Em orações imperativas o advérbio de negação câ /kɐ/ vem sempre no início. Ex.:
- Câ bú bái! /kɐ bu baj/ «Não vás!»
- Câ nhôs fazê! /kɐ ɲoz fɐˈze/ (Sotavento), Câ b’sôt’ fazê! /kɐ bzot fɐˈze/ (Barlavento) «Não façam!»

Na variante de Santo Antão o advérbio de negação é n’ /n/. Ex.:
- N’ bô bé! /n bo bɛ/ «Não vás!»
- N’ b’sôt’ fezê! /n bzot feˈze/ «Não façam!»